# Acanthognathus lentus
Acanthognathus lentus är en myrart som beskrevs av Mann 1922. Acanthognathus lentus ingår i släktet Acanthognathus och familjen myror. Inga underarter finns listade i Catalogue of Life.